# Pływanie na Letnich Igrzyskach Olimpijskich 2020 – 4 × 100 m stylem dowolnym kobiet
4 × 100 m stylem dowolnym kobiet – jedna z konkurencji pływackich, które odbyły się podczas XXXII Igrzysk Olimpijskich w Tokio. Eliminacje miały miejsce 24 lipca, a finał konkurencji 25 lipca 2021 roku.

## Terminarz
Wszystkie godziny podane są w czasie japońskim (UTC+09:00) oraz polskim (CEST).
| Data          | Godzina rozpoczęcia | Godzina rozpoczęcia |            |
| Data          | UTC+09:00           | CEST                |            |
| ------------- | ------------------- | ------------------- | ---------- |
| 24 lipca 2021 | 21:15               | 14:15               | Eliminacje |
| 25 lipca 2021 | 11:45               | 4:45                | Finał      |

## Rekordy
Przed zawodami rekord świata i rekord olimpijski wyglądały następująco:
| Rekord            | Reprezentacja                                                                                                | Czas    | Miejsce        | Data            |       |
| ----------------- | --- | ------- | -------------- | --------------- | ----- |
| Rekord świata     | Australia · Shayna Jack (54,03) · Bronte Campbell (52,03) · Emma McKeon (52,99) · Cate Campbell (51,00)      | 3:30,05 | Gold Coast     | 5 kwietnia 2018 | [ 2 ] |
| Rekord olimpijski | Australia · Emma McKeon (53,41) · Brittany Elmslie (53,12) · Bronte Campbell (52,15) · Cate Campbell (51,97) | 3:30,65 | Rio de Janeiro | 6 sierpnia 2016 | [ 3 ] |

W trakcie zawodów ustanowiono następujące rekordy:
| Data     | Etap konkurencji | Reprezentacja                                                                                          | Czas    | Rekord |
| -------- | ---------------- | --- | ------- | ------ |
| 25 lipca | finał            | Australia · Bronte Campbell (53,01) · Meg Harris (53,09) · Emma McKeon (51,35) · Cate Campbell (52,24) | 3:29,69 | ,      |

## Wyniki

### Eliminacje
| Miejsce | Wyścig | Tor | Państwo           | Zawodniczki                                                                                                  | Czas    | Uwagi |
| ------- | ------ | --- | ----------------- | --- | ------- | ----- |
| 1.      | 2      | 4   | Australia         | Mollie O’Callaghan (53,08) Meg Harris (52,73) Madison Wilson (53,10) Bronte Campbell (52,82)                 | 3:31,73 | Q     |
| 2.      | 2      | 3   | Holandia          | Kim Busch (54,79) Ranomi Kromowidjojo (52,50) Marrit Steenbergen (54,32) Femke Heemskerk (51,90)             | 3:33,51 | Q     |
| 3.      | 2      | 5   | Kanada            | Kayla Sanchez (53,45) Taylor Ruck (54,16) Rebecca Smith (53,73) Penny Oleksiak (52,38)                       | 3:33,72 | Q     |
| 4.      | 1      | 5   | Wielka Brytania   | Lucy Hope (54,37) Anna Hopkin (52,65) Abbie Wood (53,55) Freya Anderson (53,46)                              | 3:34,03 | Q,    |
| 5.      | 1      | 4   | Stany Zjednoczone | Olivia Smoliga (54,06) Catie DeLoof (53,42) Allison Schmitt (54,04) Natalie Hinds (53,28)                    | 3:34,80 | Q     |
| 6.      | 2      | 6   | Chiny             | Cheng Yujie (54,03) Zhu Menghui (53,48) Ai Yanhan (54,33) Wu Qingfeng (53,23)                                | 3:35,07 | Q,    |
| 7.      | 1      | 2   | Dania             | Pernille Blume (53,15) Signe Bro (53,19) Julie Kepp Jensen (54,72) Jeanette Ottesen (54,50)                  | 3:35,56 | Q,    |
| 8.      | 1      | 6   | Szwecja           | Sarah Sjöström (52,95) Michelle Coleman (53,44) Louise Hansson (53,68) Sara Junevik (55,86)                  | 3:35,93 | Q     |
| 9.      | 2      | 2   | Japonia           | Chihiro Igarashi (54,10) Rikako Ikee (53,63) Natsumi Sakai (54,70) Rika Omoto (53,77)                        | 3:36,20 |       |
| 10.     | 1      | 3   | Francja           | Béryl Gastaldello (54,28) Charlotte Bonnet (53,05) Margaux Fabre (54,83) Anouchka Martin (54,45)             | 3:36,61 |       |
| 11.     | 2      | 1   | ROC               | Darja S Ustinowa (54,75) Arina Surkowa (54,54) Jelizawieta Klewanowicz (54,57) Wieronika Andrusienko (54,39) | 3:38,25 |       |
| 12.     | 1      | 7   | Brazylia          | Larissa Oliveira (54,79) Ana Carolina Vieira (54,92) Etiene Medeiros (55,42) Stephanie Balduccini (54,06)    | 3:39,19 |       |
| 13.     | 2      | 7   | Niemcy            | Lisa Höpink (54,83) Annika Bruhn (54,33) Marie Pietruschka (55,31) Hannah Küchler (54,86)                    | 3:39,33 |       |
| 14.     | 2      | 8   | Czechy            | Barbora Seemanová (53,86) Kristýna Horská (56,72) Barbora Janíčková (55,89) Anika Apostalon (55,93)          | 3:42,40 |       |
| 15.     | 1      | 1   | Hongkong          | Tam Hoi Lam (55,58) Camille Cheng (54,61) Stephanie Au (56,96) Ho Nam Wai (56,37)                            | 3:43,52 |       |

### Finał
| Miejsce | Tor | Państwo           | Zawodniczki                                                                                   | Czas    | Uwagi |
| ------- | --- | ----------------- | --------------------------------------------------------------------------------------------- | ------- | ----- |
| 1 !     | 4   | Australia         | Bronte Campbell (53,01) Meg Harris (53,09) Emma McKeon (51,35) Cate Campbell (52,24)          | 3:29,69 | WR    |
| 2 !     | 3   | Kanada            | Kayla Sanchez (53,42) Margaret MacNeil (53,47) Rebecca Smith (53,63) Penny Oleksiak (52,26)   | 3:32,78 |       |
| 3 !     | 2   | Stany Zjednoczone | Erika Brown (54,02) Abbey Weitzeil (52,68) Natalie Hinds (53,15) Simone Manuel (52,96)        | 3:32,81 |       |
| 4.      | 5   | Holandia          | Kim Busch (54,64) Ranomi Kromowidjojo (52,87) Kira Toussaint (54,14) Femke Heemskerk (52,05)  | 3:33,70 |       |
| 5.      | 6   | Wielka Brytania   | Anna Hopkin (53,16) Abbie Wood (53,23) Lucy Hope (54,73) Freya Anderson (52,84)               | 3:33,96 | NR    |
| 6.      | 8   | Szwecja           | Sarah Sjöström (52,62) Michelle Coleman (53,62) Louise Hansson (53,51) Sophie Hansson (54,94) | 3:34,69 |       |
| 7.      | 7   | Chiny             | Cheng Yujie (54,10) Zhu Menghui (53,54) Ai Yanhan (54,22) Wu Qingfeng (52,90)                 | 3:34,76 | AS    |
| 8.      | 1   | Dania             | Pernille Blume (53,07) Signe Bro (53,78) Julie Kepp Jensen (54,46) Jeanette Ottesen (54,39)   | 3:35,70 |       |